# Karol Angielski
Karol Angielski (ur. 20 marca 1996 w Kielcach) – polski piłkarz grający na pozycji napastnika w cypryjskim klubie AEK Larnaka. Juniorski reprezentant Polski. 

## Kariera
Karierę rozpoczął w Koronie Kielce, w której jako 16-latek zadebiutował w najwyższej klasie rozgrywek w Polsce.
W trakcie swojej kariery reprezentował też takie kluby jak: Śląsk Wrocław, Piast Gliwice, Zawisza Bydgoszcz, Olimpia Grudziądz oraz Wisła Płock.
Przed sezonem 2020/2021 został piłkarzem Radomiaka, z którym 13 czerwca 2021 awansował do Ekstraklasy. W sezonie 2021/2022, Angielski zajął 2. miejsce w klasyfikacji strzelców z dorobkiem 13 bramek.
8 lipca 2022 roku związał się trzyletnim kontaktem z tureckim klubem Sivasspor. Zadebiutował 30 lipca 2022 roku, w przegranym 0:4 meczu o Superpuchar Turcji przeciwko Trabzonsporowi.